# Ryszard Niewodowski
Ryszard Niewodowski (ur. 8 lutego 1939 w Czechowicach, zm. 28 lipca 2023) – polski koszykarz, mistrz i reprezentant Polski, występujący na pozycji rozgrywającego.

## Życiorys
Przez całą karierę sportową był związany z Wisłą Kraków. W jej rezerwach debiutował już w 1952, a w sezonie 1953/1954 w pierwszej drużynie, od razu zdobywając mistrzostwo Polski. W barwach krakowskiego klubu wywalczył łącznie trzy tytuły mistrza Polski (1954, 1962, 1964), pięć tytułów wicemistrza Polski (1956, 1959, 1965, 1966, 1967) i cztery brązowe medale mistrzostw Polski (1957, 1958, 1961, 1963). Zakończył karierę sportową po sezonie 1966/1967.
9 maja 1964 wziął udział w meczu Wisła Kraków (70:117) All-Stars USA. W składzie reprezentacji gwiazd znajdowali się zawodnicy NBA: Bob Pettit (Hawks), Tom Heinsohn (Celtics), Bill Russell (Celtics), Oscar Robertson (Royals), Jerry Lucas (Royals), Tom Gola (Knicks), Bob Cousy, K.C. Jones (Celtics). W spotkaniu tym zanotował 6 punktów.
W reprezentacji Polski debiutował w 1956, wystąpił m.in. na mistrzostwach Europy w 1959 (9 miejsce), łącznie w biało-czerwonych barwach wystąpił 37 razy.
Po zakończeniu kariery zawodniczej pracował jako kierownik poligrafii w Zakładów Przemysłu Cukierniczego "Wawel". Jest członkiem honorowym TS "Wisła Kraków".

## Osiągnięcia

### Klubowe
- Mistrz Polski (1954, 1962, 1964)
- Wicemistrz Polski (1956, 1959, 1965, 1966, 1967)
- Brązowy medalista mistrzostw Polski (1957, 1958, 1961, 1963)
- Finalista pucharu Polski (1958)
- Uczestnik rozgrywek:
  - Pucharu Europy:
    - Mistrzów Krajowych (1962/1963, 1964/1965 – TOP 8, 1965/1966 – I runda)
    - Zdobywców Pucharów (1966/1967 – TOP 8)

  - festiwalu FIBA (1965)

### Reprezentacja
- Uczestnik mistrzostw Europy (1961 – 9. miejsce)[3]